# 下布蓋亞鄉

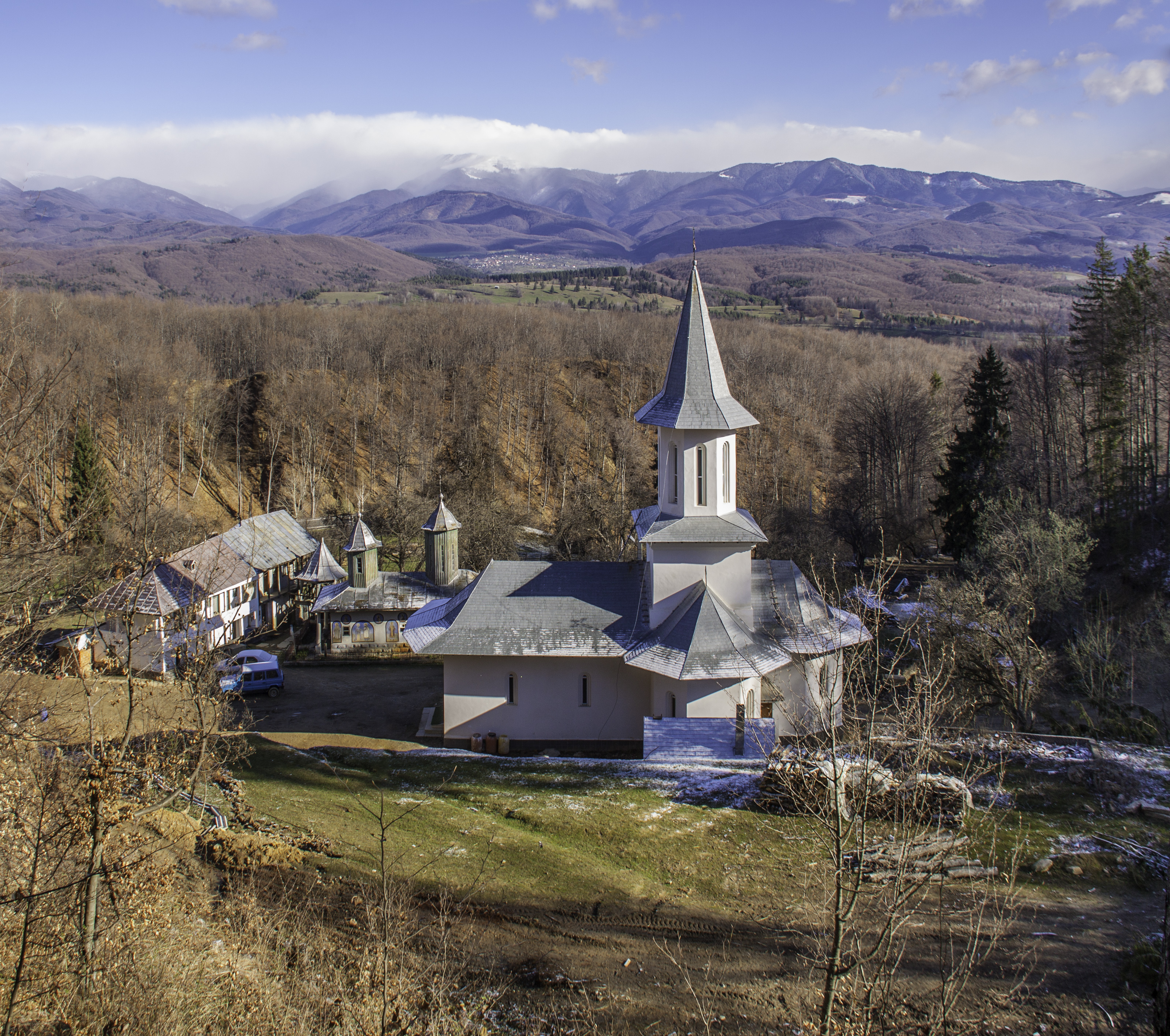
下布蓋亞鄉

45°16′48″N 24°59′30″E / 45.2800°N 24.9916°E
下布蓋亞鄉（羅馬尼亞語：Bughea de Jos, Argeș），是羅馬尼亞的鄉份，位於該國中南部，由阿爾傑什縣負責管轄，面積24平方公里，海拔高度673米，2009年人口2,985，人口密度每平方公里124人。